# Gagnef (gemeente)
Gagnef is een Zweedse gemeente in Dalarna. De gemeente behoort tot de provincie Dalarnas län. Ze heeft een totale oppervlakte van 813,9 km² en telde 10.091 inwoners in 2004.
In de gemeente vloeien de rivieren Västerdalälven en Österdalälven samen tot de Dalälven.

## Plaatsen
- Mockfjärd
- Djurås
- Gagnef (plaats)
- Floda (Gagnef)
- Djurmo
- Bäsna
- Björbo
- Sifferbo
- Västtjärna, Östtjärna en Gruvan
- Bröttjärna
- Bodarna (Gagnef)
- Djurås (zuidelijk deel)
- Gräv
- Gagnefsbyn en Nordåker
- Myrheden
- Svedjan
- Björka
- Mossel (Gagnef)
- Arvslindan
- Hagen (Gagnef)
- Nedre Österfors
- Myrholen
- Färmsnäs

Älvdalen · Avesta · Borlänge · Falun · Gagnef · Hedemora · Leksand · Ludvika · Malung-Sälen · Mora · Orsa · Rättvik · Säter · Smedjebacken · Vansbro